# Dan Seals
Daniel Joseph Seals, né le 19 juin 1971 à Chicago, est un homme politique américain, membre Parti démocrate, candidat au Congrès des États-Unis en 2006, 2008 contre le représentant républicain Mark Kirk et en 2010 contre le républicain Bob Dold. 

## Histoire électorale
| Années |  | Candidat démocrate | Voix    | %       |  | Candidat républicain | Voix    | %       |  |
| ------ |  | ------------------ | ------- | ------- |  | -------------------- | ------- | ------- |  |
| 2006   |  | Daniel J. Seals    | 94 278  | 47 %    |  | Mark Kirk            | 107 929 | 53 %    |  |
| 2008   |  | Daniel J. Seals    | 138 176 | 47 %    |  | Mark Kirk            | 153 082 | 53 %    |  |
| 2010   |  | Daniel J. Seals    |         | 48,92 % |  | Bob Dold             |         | 51,08 % |  |